# Liste des États transcontinentaux

États situés sur plusieurs continents de manière contigüe.
États situés sur plusieurs continents de manière non-contigüe.
États dont le statut transcontinental est controversé et pas entièrement défini.

Cet article présente la liste des États transcontinentaux, c'est-à-dire présents sur plus d'un continent (au sens le plus étendu de ce dernier terme : en y incluant les îles au large du continent proprement dit). Cela peut être dû à la contiguïté d'un territoire et d'une frontière intercontinentale, comme c'est le cas pour l'Égypte, État africain qui a une partie de son territoire, le Sinaï, en Asie de l'Ouest, ou à la possession de territoires non contigus comme c'est le cas pour la France ou l'Indonésie. 
Si pour la plupart des pays transcontinentaux, la transcontinentalité se résume à quelques territoires pouvant être considérés comme mineurs, pour d'autres elle revêt une importance particulière. Ainsi la Russie est le plus important État transcontinental en superficie. La France et le Royaume-Uni sont les uniques pays au monde à exercer constitutionnellement leur souveraineté sur des territoires rattachés à cinq continents : l'Europe, l'Amérique, l'Afrique, l'Océanie et l'Antarctique[réf. nécessaire] qui, en outre, constituent la deuxième zone économique exclusive au monde. L'Indonésie est le plus grand archipel transcontinental de la planète, partagé entre l'Asie et l'Océanie. Enfin, la Turquie a la particularité d'avoir sa plus grande ville, Istanbul, située à cheval sur deux continents : l'Europe et l'Asie.

## Liste par ordre alphabétique
L'Amérique du Nord et l'Amérique du Sud apparaissent ci-dessous comme des continents séparés (modèle des sept continents).
| Pays             | Afrique | Amérique du Nord | Amérique du Sud                                                                     | Asie                                                                      | Europe | Océanie | Antarctique |
| ---------------- | --- | --- | ----------------------------------------------------------------------------------- | ------------------------------------------------------------------------- | --- | --- | --- |
| Afrique du Sud   | Territoire principal | |                                                                                     |                                                                           | | | Îles du Prince-Édouard |
| Argentine        | | | Territoire principal                                                                |                                                                           | | | Antarctique argentin (1) |
| Australie        | | |                                                                                     | - Île Christmas - Îles Cocos                                              | | - Territoire principal (Continent australien) - Île Norfolk                                                                     | - Îles Heard-et-MacDonald - Île Macquarie - Territoire antarctique australien (1)                                                                         |
| Azerbaïdjan      | | |                                                                                     | Principale superficie du territoire                                       | Extrémité nord du territoire | | |
| Chili            | | | Territoire principal                                                                |                                                                           | | - Île de Pâques - Île Salas y Gómez (Province de l'Île de Pâques)                                                               | Territoire chilien de l'Antarctique (1) |
| Colombie         | | - Archipel de San Andrés, Providencia et Santa Catalina - Nord du Chocó                                                         | Territoire principal                                                                |                                                                           | | | |
| Danemark         | | - Groenland |                                                                                     |                                                                           | - Territoire principal (Danemark métropolitain) - Îles Féroé                                                                         | | |
| Égypte           | Territoire principal | |                                                                                     | Sinaï                                                                     | | | |
| Espagne          | - Alborán (2) - Îles Alhucemas (2) - Îles Canaries - Ceuta - Melilla - Peñón de Vélez de la Gomera (2) - Îlot Persil (2) - Îles Zaffarines (2) (Espagne extrapéninsulaire, sauf les îles Baléares) | |                                                                                     |                                                                           | Territoire principal (Espagne péninsulaire et îles Baléares)                                                                         | | |
| États-Unis       | | - Territoire principal (États-Unis contigus) - Alaska - Porto Rico - Îles Vierges des États-Unis - Île de la Navasse            |                                                                                     |                                                                           | | - Hawaï - Guam - Îles Mariannes du Nord - Samoa américaines - Îles mineures éloignées des États-Unis (sauf l'île de la Navasse) | |
| France           | - La Réunion - Mayotte - Îles Éparses de l'océan Indien | - Guadeloupe - Martinique - Saint-Barthélémy - Saint-Martin - Saint-Pierre-et-Miquelon - Île Clipperton                         | Guyane                                                                              |                                                                           | Territoire principal (France métropolitaine)                                                                                         | - Nouvelle-Calédonie - Polynésie française - Wallis-et-Futuna                                                                   | - Archipel Crozet - Îles Kerguelen - Îles Saint-Paul et Amsterdam - Terre Adélie (1) (Terres australes et antarctiques françaises, sauf les îles Éparses) |
| Géorgie          | | |                                                                                     | Principale superficie du territoire                                       | Extrémité nord du territoire | | |
| Grèce            | | |                                                                                     | Îles grecques proches de l'Anatolie                                       | Territoire principal | | |
| Indonésie        | | |                                                                                     | Territoire principal                                                      | | - Moluques (partiellement) - Nouvelle-Guinée occidentale                                                                        | |
| Italie           | Deux des trois îles Pélages : Lampedusa et Lampione (mais pas Linosa, considérée en Europe) | |                                                                                     |                                                                           | Territoire principal | | |
| Japon            | | |                                                                                     | Territoire principal                                                      | | Archipel Ogasawara | |
| Kazakhstan       | | |                                                                                     | Principale superficie du territoire                                       | - Ouest du Kazakhstan-Occidental, au niveau de l'Oural - Ouest de l'oblys d'Atyraou, au niveau de l'Oural (Kazakhstan européen (en)) | | |
| Norvège          | | |                                                                                     |                                                                           | - Territoire principal - Svalbard et Jan Mayen                                                                                       | | - Île Bouvet - Terre de la Reine-Maud (1) - Île Pierre Ier (1)                                                                                            |
| Nouvelle-Zélande | | |                                                                                     |                                                                           | | - Territoire principal - Îles Cook - Niue - Tokelau - Îles éloignées de Nouvelle-Zélande (en dehors des îles subantarctiques)   | - Îles subantarctiques de Nouvelle-Zélande - Dépendance de Ross (1)                                                                                       |
| Pays-Bas         | | - Saint-Eustache - Saint-Martin - Saba (Îles SSS)                                                                               | - Aruba - Bonaire - Curaçao (Îles ABC)                                              |                                                                           | Territoire principal (Pays-Bas européens)                                                                                            | | |
| Panama           | | Ouest du territoire, au niveau du canal de Panama                                                                               | Est du territoire, au niveau du canal de Panama                                     |                                                                           | | | |
| Portugal         | - Madère - Îles Selvagens | - Açores, île Corvo (groupe occidental de l'archipel) - Açores, île de Flores (groupe occidental de l'archipel)                 |                                                                                     |                                                                           | - Territoire principal (Portugal continental) - Açores, groupe central et groupe oriental de l'archipel                              | | |
| Royaume-Uni      | Sainte-Hélène, Ascension et Tristan da Cunha (3) | - Anguilla (3) - Bermudes (3) - Îles Caïmans (3) - Montserrat (3) - Îles Turques-et-Caïques (3) - Îles Vierges britanniques (3) | - Îles Malouines (3) - Géorgie du Sud-et-les îles Sandwich du Sud (3)               | - Akrotiri et Dhekelia (3) - Territoire britannique de l'océan Indien (3) | - Territoire métropolitain (Nations constitutives) - Dépendances de la Couronne - Gibraltar (3)                                      | Îles Pitcairn (3) | Territoire antarctique britannique (3) |
| Russie           | | |                                                                                     | - Sibérie - Extrême-Orient russe - Parties de l'oblast d'Orenbourg        | Russie européenne | | |
| Turquie          | | |                                                                                     | Territoire principal                                                      | Thrace orientale | | |
| Venezuela        | | Isla de Aves | - Territoire principal - État de Nueva Esparta - Dépendances fédérales du Venezuela |                                                                           | | | |
| Yémen            | - Archipel de Socotra - Îles Hanish | |                                                                                     | Territoire principal                                                      | | | |